# 前職者
前職者とは、ソ連によるシベリア抑留時に発生した、日本人抑留者などによる一連の思想運動で使用された言葉。ラーゲリ用語の一種。
民主運動の反対派を階級、職業から分類し、「前職者」と称した。適用範囲は、旧日本軍将校、下士官、法務官、警察官、ハルピン特務機関員、憲兵、獄吏、資本家、地主、無線士、聖職者 、教師、医師、看護婦、学者、大学生、各種旧制高専・旧制中学・旧制高校卒業者、技術者、およびその縁者などであった。
場合によっては、まったく関係のないものも認定されることがあった。アクティブのリーダー格の個人的感情によって認定された例も多かった。

## 関連
- シベリア抑留
- 民主運動
- 袴田陸奥男
- 浅原正基
- イワン・コワレンコ
- 日本しんぶん
- ラーゲリ